# دائرة ماوكلان
دائرة ماوكلان هي إحدى دوائر ولاية سطيف الجزائرية.

## التقسيم الإداري
تضم الدائرة حسب التقسيم الإداري لسنة 1984 بلديتين هما :
- ماوكلان
- تالة ايفاسن